# Perspectiva isométrica

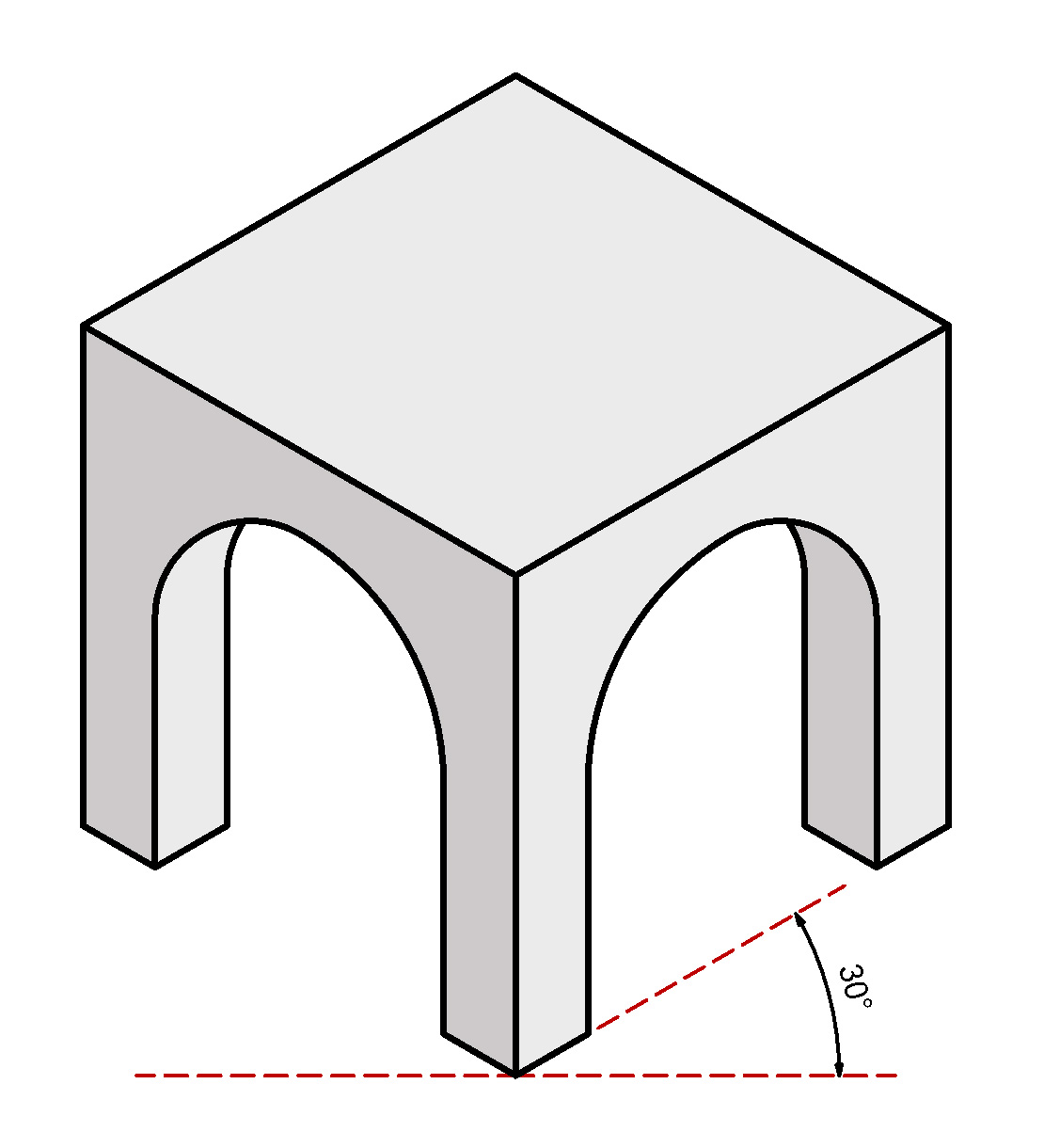
Modelo cúbico em perspectiva isométrica com arcos.

A perspectiva isométrica (do grego: "mesma medida") é um caso particular de projeção cilíndrica ortogonal. O sistema de eixos da situação a ser projetada ocorrerá na perspectiva, se vistos no plano, de forma equi-angular a 120º. Desta forma, é possível traçar uma perspectiva isométrica através de uma malha de retas desenhadas a partir de ângulos de 30º.

## Etimologia
O termo "isométrica" é proveniente do grego, e etimologicamente significa "mesma medida", devido as medidas ortogonais, retiradas das vistas ortogonais, são redesenhadas nos eixos x, y e z com os tamanhos indicados pelas cotas. As linhas inclinadas, que estão fora do tri-eixo ortogonal, não têm as mesmas medidas.
Entre todas as perspectivas paralelas, as isométricas são as mais comuns de serem utilizadas no dia-a-dia de escritórios de projetos de mecânica, devido à sua versatilidade e facilidade de montagem. Ela, no entanto, tem suas desvantagens, dado que vários pontos nos objetos representados podem gerar ilusões de óptica, por meio de coincidências plano bidimensional, além de dos círculos (isocírculos) e arcos serem trabalhosos de se construir com o compasso.
Jogos digitais, como SimCity, utilizam deste processo para criar os ambientes gráficos das interfaces.

Perspectiva isométrica do meio-corte aplicado na peça cilíndrica.

## Comparações

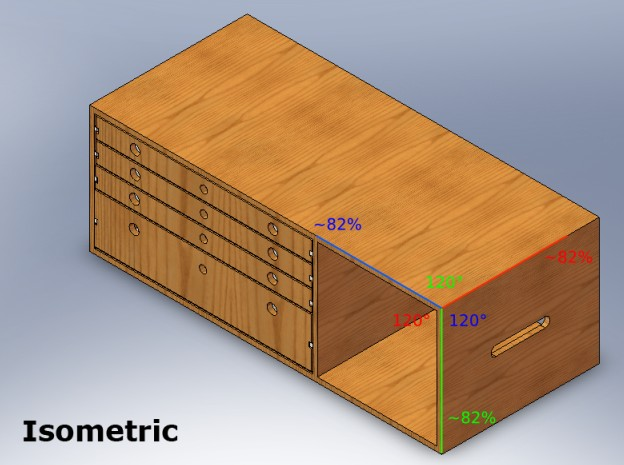
Perspectiva isométrica
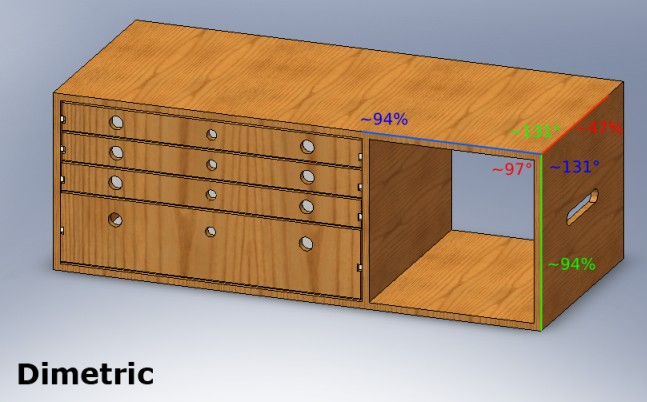
Perspectiva dimétrica
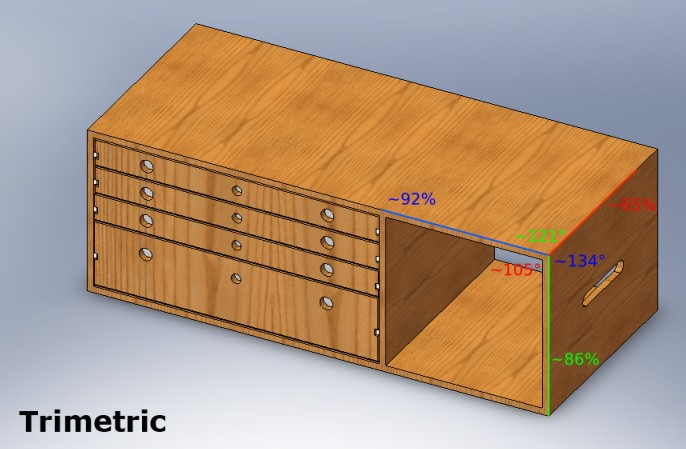
Perspectiva trimétrica

## Aspectos matemáticos
Sendo a perspectiva isométrica uma projeção sobre um plano, segundo um eixo perpendicular ao mesmo, suas características e relações podem ser calculadas pela trigonometria.

### Fator de redução

Ilustração da incidência do eixo z no plano de projeção.

Considerando a aresta de um cubo que parta da origem até o ponto (0,0,1), se sua interseção com o plano de projeção determina um ângulo α, a projeção terá uma longitude equivalente ao cosseno de α.
- α é também o ângulo entre a perpendicular do plano de projeção que passa pela origem e pelo ponto (1,1,1) e a bissetriz dos eixos x e y que passam por (1,1,0).
- o triângulo formado pelos pontos (0,0,0), (1,1,0) e (1,1,1) é retângulo, pois o segmento [(0,0,0),(1,1,0)] tem longitude equivalente a √2 (diagonal do quadrado), o segmento [(1,1,0),(1,1,1)] tem  longitude igual a 1, e a hipotenusa [(0,0,0),(1,1,1)] tem longitude √3.

Como consequência:
{\displaystyle \cos \alpha ={\sqrt {\frac {2}{3}}}\simeq 0,82}.
Deduz-se que α tem aproximadamente 35,26°.
É possível também usar o produto escalar:
- o vetor unitário definido pela diagonal maior é (1/√3, 1/√3, 1/√3);
- a aresta [(0,0,0),(0,0,1)] se projeta sobre a diagonal maior em um segmento de longitude k1, e sobre o plano normal à mesma em um segmento de longitude k2
- k1 é o produto escalar de {\displaystyle {\vec {a}}} y de {\displaystyle {\vec {b}}}, e pode ser calculado mediante as coordenadas: {\displaystyle k_{1}={\vec {a}}\cdot {\vec {b}}=1\times 1/{\sqrt {3}}+0\times 1/{\sqrt {3}}+0\times 1/{\sqrt {3}}=1/{\sqrt {3}}}
- o Teorema de Pitágoras indica que k1² + k2² = 1 (longitude das arestas de um cubo)

Como consequência:
{\displaystyle k_{2}={\sqrt {\frac {2}{3}}}\simeq 0,82}.
A longitude dos segmentos sobre os eixos de representação se projetam com um fator de 0.82.
Chega-se igualmente nesta conclusão utilizando-se a fórmula geral das projeções ortogonais.
Por outro lado, ao se considerar o círculo unitário do plano (x,y), o raio se projeta segundo a linha de maior inclinação, que é a primeira bissetriz do plano, com um fator de projeção equivalente a α = k1 = 1/√3 ≈ 0,58, que corresponde ao eixo menor da elipse.

### Transformação de coordenadas

Projeção da base ortogonal.

Supondo-se um espaço previsto de uma base ortogonal direta {\displaystyle ({\vec {e_{1}}},{\vec {e_{2}}},{\vec {e_{3}}})}. A projeção P acontece segundo o vetor {\displaystyle {\vec {u}}} de componentes (1,1,1), isto é, o vetor {\displaystyle {\vec {u}}={\vec {e_{1}}}+{\vec {e_{2}}}+{\vec {e_{3}}}}, segundo o plano representado por esse mesmo vctor.
Como toda aplicação linear, pode ser representada pela transformação dos vectores da base, mais um vetor {\displaystyle {\vec {v}}=v_{1}\cdot {\vec {e_{1}}}+v_{2}\cdot {\vec {e_{2}}}+v_{3}\cdot {\vec {e_{3}}}} que se transforma segundo:
{\displaystyle P({\vec {v}})=P(v_{1}\cdot {\vec {e_{1}}}+v_{2}\cdot {\vec {e_{2}}}+v_{3}\cdot {\vec {e_{3}}})}
{\displaystyle P({\vec {v}})=v_{1}\cdot P({\vec {e_{1}}})+v_{2}\cdot P({\vec {e_{2}}})+v_{3}\cdot P({\vec {e_{3}}})}
Seja {\displaystyle {\vec {e'_{n}}}=P({\vec {e_{n}}})}. Chama-se {\displaystyle ({\vec {i}},{\vec {j}})} a base ortogonal sobre o plano de projeção.
Elege-se arbitrariamente que {\displaystyle {\vec {e'_{1}}}} faz um ângulo de -π/6 con {\displaystyle {\vec {i}}}.
A aplicação particular do cálculo das projeções ortogonais na perspectiva isométrica resulta:
- {\displaystyle {\vec {e'_{1}}}={\frac {\sqrt {2}}{2}}\cdot {\vec {i}}-{\frac {1}{\sqrt {6}}}\cdot {\vec {j}}}; {\displaystyle k_{1}={\sqrt {\frac {2}{3}}}}
- {\displaystyle {\vec {e'_{2}}}=-{\frac {\sqrt {2}}{2}}\cdot {\vec {i}}-{\frac {1}{\sqrt {6}}}\cdot {\vec {j}}}; {\displaystyle k_{2}=k_{1}}
- {\displaystyle {\vec {e'_{3}}}={\sqrt {\frac {2}{3}}}\cdot {\vec {j}}}; {\displaystyle k_{3}=k_{1}}

A matriz da projeção MP é consequência de:
{\displaystyle M_{P}={\begin{pmatrix}{\frac {\sqrt {2}}{2}}&-{\frac {\sqrt {2}}{2}}&0\\-{\frac {1}{\sqrt {6}}}&-{\frac {1}{\sqrt {6}}}&{\sqrt {\frac {2}{3}}}\\\end{pmatrix}}}
Considerando um ponto (x, y, z) do espaço, que se projeta em (x', y'), sua projeção será:
{\displaystyle {\begin{pmatrix}x'\\y'\\\end{pmatrix}}=M_{P}\cdot {\begin{pmatrix}x\\y\\z\\\end{pmatrix}}={\begin{pmatrix}{\frac {\sqrt {2}}{2}}(x-y)\\{\sqrt {\frac {2}{3}}}z-{\frac {1}{\sqrt {6}}}(x+y)\\\end{pmatrix}}}

### Transformação de um círculo do plano que contém dois eixos
Ao se considerar o círculo trigonométrico do plano {\displaystyle ({\vec {e_{1}}},{\vec {e_{3}}})}, as coordenadas paramétricas dos seus pontos serão:
{\displaystyle {\begin{pmatrix}x\\y\\z\\\end{pmatrix}}={\begin{pmatrix}\cos \theta \\\sin \theta \\0\\\end{pmatrix}}}
As coordenadas dos pontos projetados na base {\displaystyle ({\vec {i}},{\vec {j}})} serão:
{\displaystyle {\begin{pmatrix}x'\\y'\\\end{pmatrix}}={\begin{pmatrix}{\frac {\sqrt {2}}{2}}(\cos \theta -\sin \theta )\\-{\frac {1}{\sqrt {6}}}(\cos \theta +\sin \theta )\\\end{pmatrix}}}
A distância à origem é {\displaystyle r={\sqrt {x'^{2}+y'^{2}}}}, sendo
{\displaystyle r^{2}={\frac {2}{3}}\left(1-\sin \theta \cdot \cos \theta \right)={\frac {2}{3}}\left(1-{\frac {1}{2}}\cdot \sin 2\theta \right)}
Esta distância varia entre 1 e {\displaystyle {\sqrt {1/3}}\simeq 0,58}

## Uso em jogo eletrônico
Os jogos isométricos, ou jogos com visão isométrica, são aqueles que possuem a jogabilidade usando a perspectiva da câmera com visão isométrica; onde observa-se o cenário pela parte superior, passando a impressão de ser um jogo em 3D, mas na realidade este é implementado em 2D, assim sendo chamado de pseudo-3D.